# Eileen (film)
Pour les articles homonymes, voir Eileen.
Pour plus de détails, voir Fiche technique et Distribution.
Eileen est un film américain réalisé par William Oldroyd, sorti en 2023.

## Synopsis
Dans les années 1960, une surveillante de prison se lie d'amitié avec l'une de ses collègues.

## Fiche technique
- Titre : Eileen
- Réalisation : William Oldroyd
- Scénario : Luke Goebel et Ottessa Moshfegh d'après son roman
- Musique : Richard Reed Parry
- Photographie : Ari Wegner
- Montage : Nick Emerson
- Production : Stefanie Azpiazu, Anthony Bregman, Peter Cron, Luke Goebel, Ottessa Moshfegh et William Oldroyd
- Société de production : Fifth Season, Film4, Likely Story, Lost Winds Entertainment et Omniscient Productions
- Société de distribution : Neon (États-Unis)
- Pays de production :  États-Unis,  Royaume-Uni et  Corée du Sud
- Genre : Drame, thriller
- Durée : 97 minutes
- Date de sortie : 
  - États-Unis : 1er décembre 2023

## Distribution
- Thomasin McKenzie : Eileen Dunlop
- Shea Whigham : Jim Dunlop
- Sam Nivola : Lee Polk
- Siobhan Fallon Hogan : Mme. Murray
- Tonye Patano : Mme. Stevens
- Owen Teague : Randy
- Peter McRobbie : Warden
- Peter Von Berg : Dr. Frye
- Jefferson White : Buck Warren
- Anne Hathaway : Rebecca
- Patrick Ryan Wood : Joseph
- Gavin K. Barfield : Mary
- Spencer Barnes : DeMarko
- Mason Pettograsso : DeLuca
- Marin Ireland : Mme. Polk
- Brendan Burke : Sandy
- Julian Gavilanes : Pat
- Joel Marsh Garland : Jacky
- Louis Vanaria : Jerry

## Accueil
Le film a reçu un accueil favorable de la critique. Il obtient un score moyen de 72 % sur Metacritic.